# Roswitha Schmalenbach
Roswitha Schmalenbach, auch Roswitha Selmuth (Pseudonym, * 7. Juli 1923 in Göttingen; † 11. März 2002 in Riehen), war eine Schweizer Schauspielerin, Hörspielsprecherin, Hörfunkmoderatorin und -Redaktorin.

## Leben und Wirken
Roswitha Schmalenbach war die Tochter des Philosophieprofessors Herman Schmalenbach, der 1931 an die Universität Basel berufen wurde. Seit 1932 in Basel wohnhaft, studierte sie am Konservatorium Basel bei Gustav Hartung und nahm bei Paul Kalbeck in Bern Schauspielunterricht. Sie schloss 1946 die Ehe mit dem Komponisten Philipp Eichenwald (1915–2001), sie hiess also mit bürgerlichem Namen Roswitha Eichenwald-Schmalenbach. Unter dem Künstlernamen Roswitha Selmuth trat sie bis 1949 regelmässig am Stadttheater Basel auf, unter anderem unter der Regie von Franz Schnyder oder Ernst Ginsberg. Mit dem 1945 gegründeten Kollektiv junger Bühnenkünstler Die Szene und mit der Tribüne war sie auf Tournee. Daneben war sie in zahlreichen Hörspielrollen am Radio zu hören.
In den Jahren 1956–1986 war Roswitha Schmalenbach als Moderatorin und Redaktorin am Radio Studio Basel fest angestellt. Sie moderierte dort unter anderem dreizehn Jahre lang die populäre Sendung «Musik für einen Gast». 1971 veröffentlichte sie das Buch Musik für einen Gast: Rückblick auf eine Radioserie mit prominenten Zeitgenossen. Neben vielen anderen interviewte sie Karl Barth (1968), Paul Sacher (1967) und Erika Mann (1968).
Sie wurde im Familiengrab ihrer Eltern auf dem Gottesacker Riehen beigesetzt.

## Schriften
- Musik für einen Gast: Rückblick auf eine Radioserie mit prominenten Zeitgenossen. F. Reinhardt, Basel 1971, ISBN 3-7245-0030-0 (Inhaltsverzeichnis als PDF)